# Gonzalo Palpacelli
Gonzalo Palpacelli (Pilar, Provincia de Buenos Aires, Argentina; 15 de septiembre de 1997) es un futbolista argentino. Juega como delantero y su primer equipo fue Acasusso. Actualmente milita en Argentino de Merlo de la Primera C.

## Trayectoria

### Acasusso
Dio los primeros pasos de su carrera en el Acassuso, destacando primero como centrodelantero hasta que fue progresivamente retrasado a la posición de mediapunta o enganche. Tuvo una destaca actuación con la categoría 97' de su club, consagrándose campeones de la 5.ª División en el año 2015.
En 2016, jugando esta vez para la 4.ª División de su club, tuvo una destacada actuación contra el Club Atlético Boca Juniors, anotando un gol en lo que fue una victoria del «Quemero» frente al «Xeneize», en condición de visitante.
Debutó en la primera de Acassuso a la edad de 18 años, en un encuentro correspondiente al torneo Primera B del año 2016 frente al Club Comunicaciones, en lo que significó una derrota por un marcador de 3 a 0 en condición de local. Siendo este su primer y único partido en la primera del «Quemero».

### Boca Juniors
Luego de sus buenas actuaciones en las inferiores de Acassuso, llamó la atención de los ojeadores de Boca Juniors, quienes se interesaron en él para sumarlo como apuesta a futuro.
Finalmente, a mediados de 2017 el interés se hace concreto y el «Xeneize» adquirió el 80 por ciento del pase, mientras que la entidad del ascenso se quedó con el 20 restante, más los derechos de formación. No ocupó cupo de refuerzo al ser contratado para ser adquirido en las Divisiones inferiores de Boca Juniors y la finalización de su formación como futbolista.

### Real Pilar
Luego de estar cuatro años alejado del fútbol, a mediados de 2021 tomó la decisión de regresar a la actividad y se sumó a Real Pilar de la Primera C.

## Clubes
| Club               | País      | Año       |
| ------------------ | --------- | --------- |
| Acassuso           | Argentina | 2016-2017 |
| Boca Juniors       | Argentina | 2017-2018 |
| Real Pilar         | Argentina | 2021      |
| Argentino de Merlo | Argentina | 2022-Act. |

### Estadísticas
- Actualizado al 31 de diciembre de 2021

| Club                    | Div.                | Temporada           | Liga | Liga | Copa Nacional | Copa Nacional | Copa Internacional | Copa Internacional | Total | Total |
| Club                    | Div.                | Temporada           | PJ   | G    | PJ            | G             | PJ                 | G                  | PJ    | G     |
| ----------------------- | ------------------- | ------------------- | ---- | ---- | ------------- | ------------- | ------------------ | ------------------ | ----- | ----- |
| Acassuso Argentina      |                     |                     |      |      |               |               |                    |                    |       |       |
| 3.ª                     | 2016                | 1                   | 0    | -    | -             | -             | -                  | 1                  | 0     |       |
| 3.ª                     | 2016/17             | 1                   | 0    | -    | -             | -             | -                  | 1                  | 0     |       |
| Total                   | Total               | 2                   | 0    | -    | -             | -             | -                  | 2                  | 0     |       |
| Boca Juniors Argentina  |                     |                     |      |      |               |               |                    |                    |       |       |
| 1.ª                     | 2017/18             | 0                   | 0    | -    | -             | -             | -                  | 0                  | 0     |       |
| Total                   | Total               | 0                   | 0    | -    | -             | -             | -                  | 0                  | 0     |       |
| Real Pilar Argentina    |                     |                     |      |      |               |               |                    |                    |       |       |
| 4.ª                     | 2021                | 5                   | 0    | -    | -             | -             | -                  | 5                  | 0     |       |
| Total                   | Total               | 5                   | 0    | -    | -             | -             | -                  | 5                  | 0     |       |
| Argentino (M) Argentina |                     |                     |      |      |               |               |                    |                    |       |       |
| 4.ª                     | 2022                | 0                   | 0    | -    | -             | -             | -                  | 0                  | 0     |       |
| Total                   | Total               | 0                   | 0    | -    | -             | -             | -                  | 0                  | 0     |       |
| Total en su carrera     | Total en su carrera | Total en su carrera | 7    | 0    | -             | -             | -                  | -                  | 7     | 0     |